# Adeline, Illinois
Adeline là một làng thuộc quận Ogle, tiểu bang Illinois, Hoa Kỳ. Năm 2010, dân số của làng này là 85 người.

## Dân số
Dân số qua các năm:
- Năm 2000: 139 người.
- Năm 2010: 85 người.